# Krebsbach (Chiemsee)
Der Krebsbach, im Oberlauf Innerlohner Bach, ist ein Fließgewässer im bayerischen Landkreis Traunstein.

## Verlauf
Der Bach entsteht als Innerlohner Bach in einer Quelle namens Kaltenbrunn. Nördlich von Innerlohen (Gemeinde Grabenstätt) erhält er den Namen Krebsbach, macht einen Knick nach Westen und fließt 22 Meter nördlich des Pfeffersees vorbei. Er mündet in Chieming rund 140 Meter nördlich des Sportboothafens in den Chiemsee. An der Mündung wurde 1845 eine Wassermühle errichtet, die ab 1918 auf Stromerzeugung umgestellt wurde und die eine Leistung von 1,5 kW aufweist. In historischen Quellen finden sich Hinweise auf weitere und ältere Mühlen am Krebsbach. So findet sich im Repertorium des Atlasblattes Traunstein von 1832 der Hinweis zum Dorf Kieming: 2 Mühlen mit 7 Mahl-, 2 Oehlgängen, 1 Säggang am Krebsbach. Die Uraufnahme verzeichnet am südwestlichen Ortsrand von Chieming eine Neumühle.
Der kleinere, nördlich des Krebsbachs fließende Frauenbach nähert sich dem Krebsbach kurz vor der Mündung bis auf wenige Meter.
Ursprünglich war der Krebsbach vermutlich ein Oberlauf des Hirschauer Bachs, mit dem er heute noch über Gräben verbunden ist.